# ノガレス (アリゾナ州)
ノガレス（Nogales）は、アメリカ合衆国アリゾナ州の都市。サンタクルス郡の郡庁所在地である。人口は1万9770人（2020年）。アメリカ＝メキシコ国境に接している。

## 概要
国境の南にはメキシコのノガレスがあり「双子都市」を形成している。両市は国際貿易を通じて密接な関係にある。
2020年アメリカ合衆国国勢調査によると市の人口の約95パーセントはヒスパニックである。また、市民の貧困率は約28パーセントである（全米平均は約11パーセント）。

## 歴史
この地域の国境が確定したのは1853年のガズデン購入である。先に街が形成されたのはメキシコ側のノガレスだった。アメリカ側のノガレスに入植が始まったのは1880年代である。1893年に法人化し「ノガレス市」が誕生した。当初は国境に障害物はなく「国際通り」と呼ばれる大通りとなっていた。
メキシコ革命（1910年-1917年）中にアメリカ軍とメキシコ反乱軍が国境付近で衝突（en:Mexican Border War）する事件があり、アメリカ側が恒久的な壁を建設した。

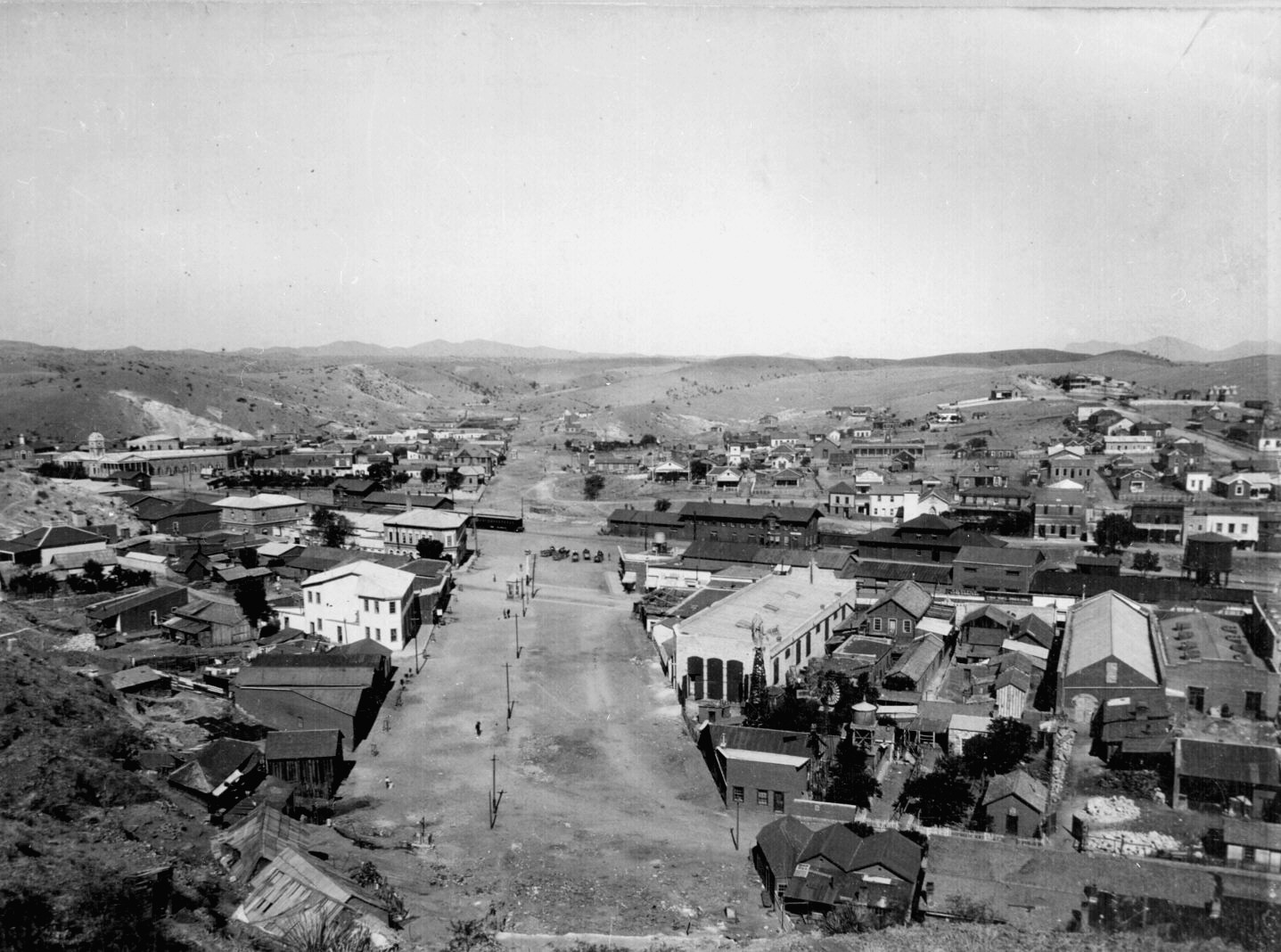
1899年の国境（右側がアメリカ）

## 関係者
- ジャック・ハンナ